# Miltogramma rex
Miltogramma rex är en tvåvingeart som beskrevs av Malloch 1930. Miltogramma rex ingår i släktet Miltogramma och familjen köttflugor. Inga underarter finns listade i Catalogue of Life.